# Naplemente (film, 1988)
A Naplemente (eredeti cím: Sunset)  1988-ban bemutatott amerikai bűnügyi történet, paródia, western-elemekkel. Főszereplői Bruce Willis, egy westernhősöket játszó filmsztár szerepében, és James Garner, aki a legendás Wyatt Earp békebírót alakítja, aki a filmek forgatása során tanácsadóként működik közre.
A történet alapja Rod Amateau: Sunset című regénye, ami azon a tényen alapszik, hogy Wyatt Earp a némafilmkorszak néhány filmjének elkészítésénél technikai tanácsadóként tevékenykedett.

## Cselekménye
Hollywood, USA, 1920-as évek.
Alfie Alperin producer és stúdióvezető westernfilmet akar készíteni Wyatt Earpről. Tom Mix (Bruce Willis) filmcsillagot kéri fel a főszerep eljátszására. A valódi Wyatt Earp mint technikai tanácsadó működne közre a film elkészítésében. A valóságban is egymást segítik, amikor gyilkosság történik, és ők találják meg egy nő holttestét. Az egyetlen nyom a helyszínről elszáguldó fekete autó, ami egy producer tulajdonában van. Hamarosan tiltott prostitúció és rendőrségi korrupció is a felszínre kerül.
Earp korábbi barátnője, Christina jelenleg Alfie Alperin producer felesége, és a férfi segítségét kéri, mivel a gyilkossággal a fiát vádolják. Alperinnek nincs ínyére Earp beavatkozása. A gyilkos utasítására Earpöt elrabolják, megverik és meg akarják ölni, de Tom Mix kiszabadítja egy felmosóronggyal, amit ellenfelei puskának vélnek. Tom Mixet ártatlanul letartóztatják koholt megerőszakolás vádjával, de hamarosan kiengedik.
Earp felfedi Alfie Alperin igazi arcát, miután Christina halálával az ügy személyessé válik számára.

## Szereplők
| Szerep                      | Színész           | Magyar hang (1. szinkron, 2001) |
| --------------------------- | ----------------- | ------------------------------- |
| Tom Mix                     | Bruce Willis      | Dörner György                   |
| Wyatt Earp egykori békebíró | James Garner      | Reviczky Gábor                  |
| Alfie Alperin producer      | Malcolm McDowell  | Harsányi Gábor                  |
| Cheryl King                 | Mariel Hemingway  | Huszárik Kata                   |
| Nancy Shoemaker             | Kathleen Quinlan  | Vándor Éva                      |
| Victoria Alperin            | Jennifer Edwards  | Juhász Judit                    |
| Christina Alperin           | Patricia Hodge    | Andresz Kati                    |
| Blackworth kapitány         | Richard Bradford  | Láng József                     |
| Marvin Dibner rendőrfőnök   | M. Emmet Walsh    | Balázsi Gyula                   |
| Dutch Kieffer               | Joe Dallesandro   | ?                               |
| Arthur                      | Andreas Katsulas  | Juhász György                   |
| Marty Goldberg              | Dann Florek       | ?                               |
| Hal Flynn                   | Bill Marcus       | ?                               |
| Mooch                       | Michael C. Gwynne | ?                               |
| Michael Alperin             | Dermot Mulroney   | Crespo Rodrigo                  |

## Forgatási helyszínek
- Ambassador Hotel – 3400 Wilshire Boulevard, Los Angeles, Kalifornia, USA
- Bell Ranch, Santa Susana, Kalifornia, USA
- Culver City, Kalifornia, USA
- Hollywood Roosevelt Hotel – 7000 Hollywood Blvd., Hollywood, Los Angeles, Kalifornia, USA
- Melody Ranch – 24715 Oak Creek Avenue, Newhall, Kalifornia, USA
- Orange Empire Railroad Museum, Perris, Kalifornia, USA – a vasúti jelenetek

## Bemutató
A film DVD-n 2001. május 22-én jelent meg.

## Fogadtatás

### Kritikai visszhang
A filmkritikusok véleményét összegző Rotten Tomatoes 17%-ra értékelte 12 vélemény alapján.
Roger Ebert, a Chicago Sun-Times filmkritikusa 2 csillagot adott rá a lehetséges 4-ből.

### Díjak, jelölések
elnyert díj:
- 1989, Arany Málna díj, „legrosszabb rendező”: Blake Edwards)

jelölés:
- 1989, Oscar-díj, „legjobb jelmeztervezés”: Patricia Norris
- 1989, Arany Málna díj, „legrosszabb női mellékszereplő”: Mariel Hemingway

## Érdekességek
- Bruce Willis nagyobb gázsit kapott, bár James Garner hosszabb ideig látható a filmben.
- Ez volt a második olyan film, amiben James Garner Wyatt Earp figuráját játssza. Az első John Sturges Fegyverek órája (Hour of the Gun) című filmjében volt, ami 1967-ben jelent meg.

## Fordítás
Ez a szócikk részben vagy egészben  a   Sunset (film) című angol Wikipédia-szócikk fordításán alapul.  Az eredeti cikk szerkesztőit annak laptörténete sorolja fel. Ez a jelzés csupán a megfogalmazás eredetét és a szerzői jogokat jelzi, nem szolgál a cikkben szereplő információk forrásmegjelöléseként.